# Seward (Nueva York)
Seward es un pueblo ubicado en el condado de Schoharie en el estado estadounidense de Nueva York. En el año 2000 tenía una población de 1,637 habitantes y una densidad poblacional de 17 personas por km².

## Geografía
Seward se encuentra ubicado en las coordenadas 42°42′26″N 74°34′58″O / 42.70722, -74.58278.

## Demografía
Según la Oficina del Censo en 2000 los ingresos medios por hogar en la localidad eran de $40,438, y los ingresos medios por familia eran $44,813. Los hombres tenían unos ingresos medios de $31,827 frente a los $24,076 para las mujeres. La renta per cápita para la localidad era de $18,227. Alrededor del 8.8% de la población estaban por debajo del umbral de pobreza.